# Tidjikdja flygplats
Tidjikdja flygplats (Tidjikja Airport) är en flygplats i Mauretanien. Den ligger i den centrala delen av landet, 500 km öster om huvudstaden Nouakchott. Tidjikja Airport ligger 401 meter över havet.
Terrängen runt Tidjikja Airport är huvudsakligen platt. Tidjikja Airport ligger nere i en dal.  Trakten runt Tidjikja Airport är nära nog obefolkad, med mindre än två invånare per kvadratkilometer. Närmaste större samhälle är Tidjikdja, 1,6 km söder om Tidjikja Airport. Trakten runt Tidjikja Airport är ofruktbar med lite eller ingen växtlighet.